# Сурхоб
Сурхо́б (тадж. Сурхоб) — село у складі Хатлонської області Таджикистану. Входить до складу Галабського джамоату Фархорського району.
Назва означає червона вода.
Населення — 2305 осіб (2010; 2335 в 2009).